# Hazard (filme)
Hazard (br Escrava do Pano Verde) é um filme estadunidense de 1948, do gênero comédia, dirigido por George Marshall e estrelado por Paulette Goddard e Macdonald Carey. O filme é uma comédia rotineira, de linha de montagem, com destaque no elenco para Percy Helton, como um presidiário de voz estridente.

## Sinopse
Jogadora compulsiva, Ellen Crane deve uma fortuna a Lonnie Burns, dono de um clube noturno. Este propõe-lhe um último carteado em que, se ela ganhar a dívida é esquecida, mas se perder deverá casar-se com ele. Ellen perde, mas desaparece. Lonnie contrata o detetive J. D. Storm para descobrir seu paradeiro. Storm persegue-a pelo país e quando se encontram, apaixonam-se.

## Elenco
| Ator/Atriz       | Personagem         |
| ---------------- | ------------------ |
| Paulette Goddard | Ellen Crane        |
| Macdonald Carey  | J. D. Storm        |
| Fred Clark       | Lonnie Burns       |
| Stanley Clements | Joe Zinkle         |
| Percy Helton     | Beady Robbins      |
| Frank Fenton     | Xerife Bob Waybill |
| Frank Faylen     | Oscar              |